# Biserica de lemn din Mănăstirea Pârâul Doamnei
Biserica de lemn a fostei mănăstiri „Pârâul Doamnei” - Moglănești este un monument istoric, aflat pe teritoriul municipiului Toplița. Figurează pe Lista Monumentelor Istorice sub codul  HR-II-m-A-12990. 

## Istoric și trăsături
Conform tradiției orale, fapta ctitoricească ar aparține unei „doamne”, fie ea Safta, soția voievodului pribeag Gheorghe Ștefan din Moldova, pe la 1658, fie o boieroaică din timpul lui Mihai Viteazu. La începutul secolului al XIX-lea, ctitorirea era deja confuză: în actele unui proces din 1819-1820, ivit din încercarea baronului Iosif Bornemisza de a-i ocupa averea, se afla, printre argumentele apărării, și acela că locul mănăstirii a fost dăruit de boierul moldovean Șerban Vodă, făcându-se referire la inscripția de pe un clopot.
Biserica, databilă în secolul XVII, are dimensiuni reduse, pereții înscriu un plan dreptunghiular, cu absida altarului decroșată, pătrată. Naosul și altarul sunt acoperite prin câte o boltă semicilindrică, cea din altar fiind intersectată, la est, de un timpan, tangent la linia peretelui. Pronaosul are un tavan drept; acesta a apărut atunci când și-a făcut apariția, deasupra sa, o miniclopotniță. La îmbinări capetele bârnelor de sus se intersectează în console, unele păstrând crestăturile, pe diverse profile, dintre care nu lipsește cel arhaic, numit, după forma sugerată, „cap de cal”.
Una dintre lucrările de reparații a avut loc în anul 1747, atunci când a fost schimbat învelișul de șiță și a fost pictată o nouă tâmplă. Pisania consemnează faptele petrecute în anul 1747 prin „cheltuiala și osteneala mai micului între frați și smerit părintele Nicodim”; tâmpla a fost pictată de zugravul de pe Târnavă „Andrei ot Sonfalu”. Se păstrează, din strădaniile sale, icoanele împărătești de la biserica de lemn a mănăstirii Pârâul Doamnei, dar și de la bisericile de lemn dispărute din Toplița și care se află în colecția mănăstirii „Sfântul Ilie”. Alte icoane, realizate ulterior, între care și cea de hram („Intrarea în biserică a Maicii Domnului”), pot fi atribuite zugravului Grigorie de la Târgu Pietrii.